# Florian Jenni
Florian Jenni (Oberwil-Lieli, 24 de març de 1980), és un jugador d'escacs suís, que té el títol de Gran Mestre des de 2003.
A la llista d'Elo de la FIDE de l'agost dee 2019, hi tenia un Elo de 2456 punts, cosa que en feia el jugador número 8 (en actiu) de Suïssa. El seu màxim Elo va ser de 2550 punts, a la llista d'abril de 2008 (posició 382 al rànquing mundial).

## Resultats destacats en competició
Jenni va aprendre a jugar als escacs als cinc anys. Va estudiar economia i toca el piano en el seu temps lliure.
El 2002 va guanyar el torneig de Lenk. El 2003, va guanyar el Campionat de Suïssa, celebrat a Silvaplana. El 2005, va guanyar a Winterthur. El 2006 va guanyar novament el campionat suís, a Lenzerheide.